# Sayonara sayonara
「sayonara sayonara」（サヨナラ・サヨナラ）は、KICK THE CAN CREWの7枚目のシングル。2002年5月23日発売。

## 概要
初回プレス分のみオリジナルステッカー封入。

## 収録曲
1. sayonara sayonara
初披露は渋谷公会堂。この曲は数種類のバージョンが存在し、「アンバランス」に収録されている「サヨナラサヨナラ（イーゼ）」、『magic number』に収録されているアルバムバージョンなどがある。PVにはガレッジセールが出演している。
2. bed
アルバム未収録。
3. KICK オフ (DJ TATSUTA remix)
アルバム『VITALIZER』に収録されている「キックOFF」のリミックスバージョン。
4. sayonara sayonara (instrumental)
5. bed (instrumental)
6. マルシェ (instrumental)

## 収録アルバム
- VITALIZER (#3、原曲)
- magic number (#1、別バージョン)
- BEST ALBUM 2001-2003 (#1)